# Lentswelemoriti
Lentswelemoriti è un villaggio del Botswana situato nel distretto Centrale, sottodistretto di Bobonong. Il villaggio, secondo il censimento del 2011, conta 243 abitanti.

## Località
Nel territorio del villaggio sono presenti le seguenti 13 località:
- BDF Worker's Camp,
- Lentswelemoriti Lands di 11 abitanti,
- Vet Piget 1 di 3 abitanti,
- Vet Piget 10 di 2 abitanti,
- Vet Piget 13,
- Vet Piget 2,
- Vet Piget 3 di 1 abitante,
- Vet Piget 4,
- Vet Piget 5,
- Vet Piget 6,
- Vet Piget 7,
- Vet Piget 8,
- Vet Piget 9